# Pontos extremos de Malta

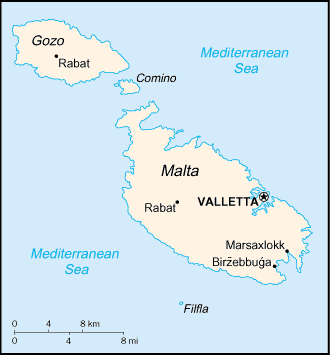
Mapa de Malta.

Lista dos pontos extremos da República de Malta, com os locais mais a norte, sul, leste e oeste e, também, o ponto mais alto e o mais baixo. A República de Malta é arquipélago composto por sete ilhas, sendo que apenas duas delas são habitadas.

## Longitude e latitude

### Pontos
- Ponto mais setentrional: Ras ir-Reqqa, Gozo 36° 04′ 55″ N, 14° 14′ 09″ L
- Ponto mais meridional: ilhota de Filfoletta 35° 47′ N, 14° 24′ L
- Ponto mais ocidental: Ras San Dimitri, Gozo
- Ponto mais oriental: Xrobb il-Għaġin, Malta (35° 50′ 26″ N, 14° 34′ 11″ L)

### Assentamentos
- Assentamento mais setentrional: Żebbuġ, Gozo 36° 04′ 15″ N, 14° 14′ 13″ L
- Assentamento mais meridional: Birżebbuġa, Malta 35° 49′ 32″ N, 14° 31′ 41″ L
- Assentamento mais ocidental: Saint Lawrence, Gozo (36° 03′ 18″ N, 14° 12′ 15″ L)
- Assentamento mais oriental: Marsaskala, Malta (35° 51′ 45″ N, 14° 34′ 03″ L)

## Altitude
- Ponto mais alto: Ta'Dmejrek, Malta, 253 m
- Ponto mais baixo: Mar Mediterrâneo, 0 m